# Orange Alabaster Mushroom
Orange Alabaster Mushroom je kanadská pop-rocková psychedelická skupina založená roku 1991 zpěvákem a skladatelem Gregem „Grogem“ Watsonem.

## Přehled
Orange Alabaster Mushroom vznikla původně jako samostatný projekt Grega Watsona v roce 1991. Watson, který předtím účinkoval v mnoha undergroundových a garážových hudebních skupinách v Kanadě i USA, pojmenoval svou skupinu podle daru od přítele – oranžové houby ze sádrovce. Po několik let vytvářel vlastní nahrávky, z nichž se část objevila na některých  psychedelických kompilačních albech. Jeho první EP The Psychedelic Bedroom EP vyšlo až v roce 1996, a o tři roky později ho následoval singl The Slug. V roce 2000 poté vyšlo album Space and Time: A Compendium of the Orange Alabaster Mushroom, zahrnující nahrávky Grega Watsona z let 1991–1998. Autor skladeb se v té době spojil s několika svými přáteli, čímž vznikla regulérní hudební skupina; ta v roce 2017 absolvovala ve Španělsku své první zahraniční turné.

### Hudební styl
Orange Alabaster Mushroom hraje psychedelický pop-rock britského stylu, jenž je inspirovaný například skupinami Pink Floyd, The Electric Prunes, The Byrds, 13th Floor Elevators a Status Quo. Dle Dominiqua Leona je hudební styl kapely takřka nerozeznatelný od britských psychedelických skupin z let 1966–1967.

### Členové skupiny (v roce 2017)
- Greg „Grog“ Watson – zpěv, kytara, klávesy
- Gord Mylks – kytara, zpěv
- Mark „Fuzzy“ Fraser – bicí
- Ryan Bol – klávesy, zpěv
- Andy Shurvell - baskytara

### Diskografie
- The Psychedelic Bedroom EP (1996), Perfect Pop Records
- The Slug (1998), Earworm Records
- Space & Time: A Compendium Of The Orange Alabaster Mushroom (2000, 2001), Earworm Records